# Zoran Žagar
Zoran Žagar, slovenski politik, gospodarstvenik in diplomat, * 20. marec 1924, Celje, † 14. junij 2008, Ljubljana.

## Življenje in delo
Žagar je gimnazijo obiskoval v Celju (1934–1941) in  maturiral 1945 v Beogradu. Aprila 1941 so ga Nemci v Celju zaprli in izgnali v Srbijo, kjer se je še istega leta vključil v NOB. Septembra 1944 je odšel v enoto NOV na Fruški gori, bil bataljonski sekretar SKOJa, politični komisar čete in bataljona v 51. udarni vojvodinski diviziji, sodeloval v bitki na prehodu čez Donavo (Batina) pri Bezdanu (Srbija).
Po demobilizaciji februarja 1946 je v Celju in na Ptuju opravljal politične naloge, delal na področju kmetijstva, bil med drugim pomočnik ministra za kmetijstvo v vladi LRS (1949-1952), glavni direktor Agrotehnike (1952-1953), predsednik Zveze zadružnih hranilnic in posojilnic Slovenije (1953-1957) ter delo nadaljeval v bančništvu kjer je bil med drugim glavni direktor slovenske centrale Jugoslovanske investicijske banke (1957-1961) in generalni direktor te banke v Beogradu (1961-1965), nato namestnik izvršnega direktorja Svetovne banke v  Washingtonu (1965-1969) in izvršni podpredsednik Mednarodne finančne korporacije v Londonu (1969-1974).
Po prenehanju dela v bančništvu je bil dva mandata poslanec Zvezne skupščine SFRJ (1974-1982) in veleposlanik Socialistična federativna republika Jugoslavija v Keniji (1982-1986).